# Amalie von Sachsen-Coburg und Gotha

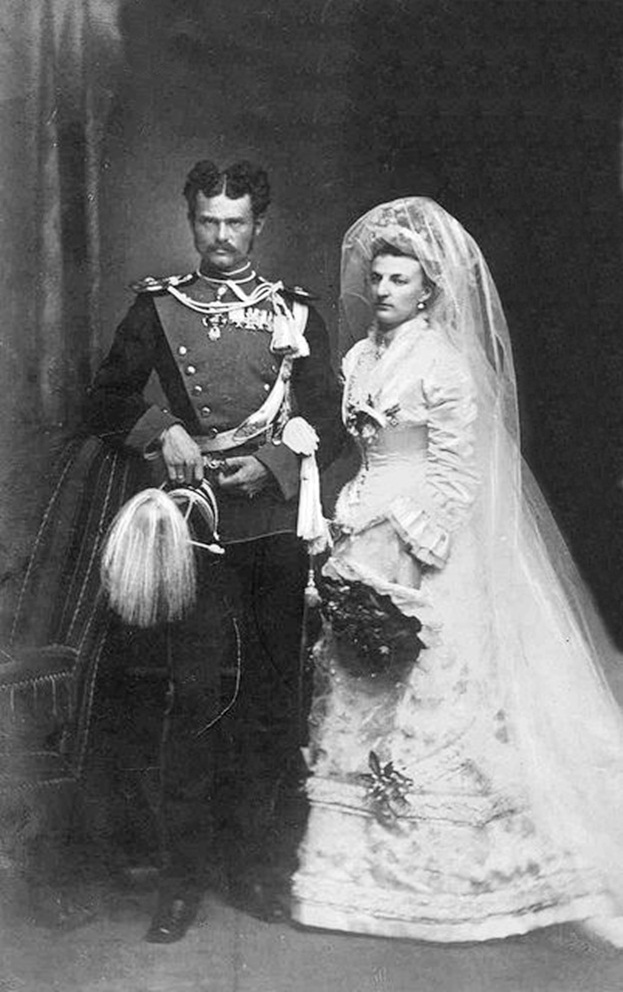
Amalie mit Max Emanuel, 1875

Marie Luise Franziska Amalie von Sachsen-Coburg und Gotha (* 23. Oktober 1848 in Coburg; † 6. Mai 1894 in München) war eine deutsche Prinzessin und durch Heirat Herzogin in Bayern.

## Leben

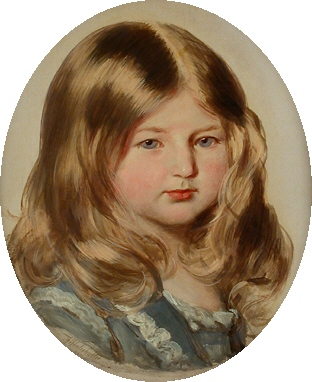
Porträt von Franz Xaver Winterhalter, 1855

Amalie von Sachsen-Coburg und Gotha war die zweite Tochter von fünf Kindern des Prinzen August von Sachsen-Coburg und Gotha und der Prinzessin Clementine d’Orléans.
Anfang der 1870er Jahre wurde eine Heirat zwischen Prinzessin Amalie und dem bayrischen Prinzen Leopold (1846–1930) geplant. Aber in Amalie hatte sich auch Kaiserin Elisabeths jüngster Bruder, Max Emanuel Herzog in Bayern, verliebt und wollte sie heiraten. Um die etwas verworrene Situation zu bereinigen und alle zufriedenzustellen, schaltete sich die Kaiserin ein. Sie lud Leopold nach Gödöllő ein, wo sich auch die Erzherzogin Gisela von Österreich befand. Der bayrische Prinz konnte die Hand der Kaisertochter nicht ablehnen, denn es war zu verlockend, der Schwiegersohn des Kaisers von Österreich zu werden. Einige Zeit später vermittelte Elisabeth mit Hilfe der Gräfin Festetics die Ehe, die ihr am Herzen lag: die zwischen ihrem Bruder Max Emanuel und der Prinzessin Amalie.

## Familie
Im Jahre 1875 heiratete Prinzessin Amalie im Schloss Ebenthal den Herzog Max Emanuel in Bayern, Sohn von Herzog Max Joseph in Bayern und Prinzessin Ludovika Wilhelmine von Bayern. Aus der Ehe, die allen Berichten zufolge glücklich gewesen sein soll, gingen drei Kinder hervor:
- Siegfried August in Bayern (1876–1952)
- Christoph Joseph in Bayern (1879–1963)
- Luitpold Emanuel in Bayern (1890–1973)

## Auszeichnungen
- Theresienorden